# 金田镇
金田镇，是中华人民共和国广西壮族自治区贵港市桂平市下辖的一个乡镇级行政单位。
金田起義地址位於該鎮境內的金田村。1851年1月11日，洪秀全在金田村發動金田起義，之後建立太平天國。

## 行政区划
金田镇下辖以下地区：
金田社区、罗蛟村、古东村、吉岭村、彩村、武靖村、大贤村、安众村、金田村、新燕村、禾益村、新旺村、彩旺村、理村、茶林村、龙塘村、莫龙村、田江村和新圩村。